# Ivo Fairbairn-Crawford
Ivo Frank Fairbairn Crawford (Longford, 20 dicembre 1884 – Hambleden, 24 agosto 1959) è stato un mezzofondista e militare britannico, che durante la Grande Guerra fu sovrintendente capo delle fabbriche di aeromobili Armstrong Whitworth and Co., responsabile della produzione di 2.000 aerei e di molti dirigibili. Fu finalista nelle gare dei 1500 metri piani e 800 metri piani durante i Giochi della IV Olimpiade svoltesi a Londra nel 1908.

## Biografia
Nacque a Longford il 20 dicembre 1884, figlio di Frank, morto nella seconda guerra boera, e Frances Crawford. Frequentò la scuola pubblica di Felsted, nell'Essex, e poi l'università di Dublino. Trasferitosi nel nord-est della Gran Bretagna andò a lavorare come ingegnere per la Armstrong Whitworth nel 1905 quando rappresentò il Marylebone Cricket Club (MCC) nel mezzo miglio al Northern Counties Amateur Athletics Association (AAA) Championship a Darlington. Vinse i 440 iarde di quell'anno all'Armstrong-Whitworth Sports Day al Gosforth Cycle Grounds. Rappresentando l'MCC o Armstrong Works Athletics Club, gareggiò in tutta l'Inghilterra e la Scozia e vinse i Campionati irlandesi nelle 440 iarde (1907), 880 iarde (1907 e si classificò al secondo posto nel 1908 e al terzo nel 1909) e, in seguito, il miglio (1908-1909), così come il mezzo miglio AAA nel 1908. Designato a rappresentare la Gran Bretagna nei Giochi della IV Olimpiade svoltesi a Londra nel 1908, rimase ferito in un incidente ciclistico solo una settimana prima dell'apertura dell'Olimpiade e durante una gara di riscaldamento qualche giorno dopo, fu coinvolto in una collisione con un altro corridore.
Le batterie dei 1500 metri si tennero il giorno di apertura dei Giochi Olimpici, lunedì 13 luglio e lui vinse la batteria finale con il tempo di 4'09"4. La finale si svolse il giorno seguente e andò in testa all'inizio della gara, tenendo un ritmo veloce ma si stancò e il campione in carica Mel Sheppard degli Stati Uniti d'America vinse stabilendo il record olimpico di 4'03"4, mentre lui si classificò al quinto posto con 4'07"6.
Le batterie degli 800 metri svolsero lunedì 20 luglio.  Sorteggiato nell'ottava e ultima batteria, vinse con il tempo di 1'57"8. Durante la finale, vinta da Mel Sheppard in 1'52"8, si ritirò. Nel 1909 venne eletto Segretario onorario del neonato Northumberland Aero Club e si appassionò al mondo dell'aviazione partecipando ai meeting aeronautici di Doncaster e Bournemouth nel 1910. Quando si ritirò dall'atletica leggera divenne vicepresidente del suo club locale, gli Heaton Harriers.
Allo scoppio della prima guerra mondiale nell'agosto 1914, venne distaccato dal suo incarico presso i Tyne Electrical Engineers, Royal Engineers (TA) per incarichi speciali come sovrintendente capo delle fabbriche di aeromobili Armstrong, Whitworth and Co., "responsabile della fabbricazione e della produzione di aerei da combattimento necessari all'impiego del Royal Flying Corps sui fronti occidentale e orientale". Nel 1915 conseguì il brevetto di pilota. Durante la Grande Guerra, tra le altre cose, fu responsabile della produzione di 2.000 aeroplani e della costruzione di dirigibili, come lo R25, lo R29, lo R33 e il suo gemello R34, presso lo stabilimento di Gosforth. Fu lui a proibire i voli di prova del caccia pesante Armstrong Whitworth F.K.5 giudicandolo pericoloso..
Al termine del conflitto continuò a essere direttore generale del dipartimento aeronautico della Armstrong Whitworth fino alla sua chiusura nel settembre 1919, costruendo in particolare dirigibili. Nel 1928, ancora riservista, fu promosso al grado di maggiore. 
Nel 1921 sposò la signorina Winifrede Sturrock, e la coppia visse a Chiddingfold, nel Surrey dove, per un periodo, fu Presidente della locale Conservative Association. Morì a Hambleden il 24 agosto 1959, all'età di 73 anni.